# Mont Sacré d'Andorno
Le Sacro Monte del Santuario di San Giovanni Battista d'Andorno est le Mont Sacré construit autour du sanctuaire dans la vallée du Cervo près du village de Campiglia Cervo, à une altitude de 1 020 mètres. Il est le seul sanctuaire dédié à saint Jean le Baptiste en Italie et probablement en Europe.

## Le Sanctuaire
L'origine du sanctuaire est liée à la dévotion à Jean le Baptiste en Vallé Cervo. La tradition populaire dit que des bergers trouvèrent une statue de saint Jean dans une grotte et décidèrent de la porter avec eux en alpage. Pendant la nuit, cependant, la statue retourna dans la grotte. D'autres personnes essayèrent d'enlever la statue, mais elle retourna dans la grotte  à chaque fois : les fidèles reconnurent la sainteté de la grotte et bâtirent une chapelle autour d'elle.
La grotte, creusée dans la roche et gardant la statue en bois de Jean le Baptiste du XVIe siècle, est encore aujourd'hui le centre du sanctuaire, dans la première chapelle à droite. La grotte et la statue devinrent célèbres tout de suite et furent entourées de légendes et miracles. La croyance populaire dit que l'eau pénétrant dans la grotte est miraculeuse et sert pour guérir les maladies des yeux. La dévotion populaire est témoignée par les plusieurs ex-voto réalisés depuis le XVIIIe siècle.
La première construction du sanctuaire, possible grâce aux donations des fidèles, fut complétée en 1605, comme il est indiqué par l'inscription sur le portail: HUMILES NON ELATI REPLEBUNT TEMPLUM DXX. M. IV 1605. Le nombre de fidèles qui allaient au sanctuaire était si grand qu'il fut nécessaire de bâtir des nouvelles structures pour le logement des pèlerins. Pendant la deuxième moitié du XVIIe siècle on construisit plusieurs chapelles représentant la vie de Jean le Baptiste, mais elles furent détruites ensuite pour permettre la construction de la route.
Le sanctuaire baroque a été bâti pendant la troisième phase de construction (1738 - 1781) et consista en l'élargissement de la sacristie et du chœur, dessiné par l'architecte Bernardo Antonio Vittone. L'intérieur de l'église a une seule nef et deux chapelles pour chacun côté, dédiées aux parents de Jean, Élisabeth et Zacharie et aux parents de Jésus (Marie et Joseph). La couverture est avec une croisée d'ogives, celui sur l'autel est décoré avec les quatre évangélistes, qui, comme les tableaux, furent peints par des peintres locaux. En 1934 la grande esplanade devant l'église fut rangée avec la construction de l'Hosteria (le bistrot) et l'auberge. Au milieu se trouve la typique fontaine (burnell) qu'on trouve devant tous les sanctuaires du Biellais.

## Le Mont Sacré
On ne connait pas la disposition architecturale du Mont Sacré à l'origine. En 1661 trois chapelles étaient déjà bâties et en 1700 on décida d'en construire d'autres le long du sentier muletier qui relie le sanctuaire à Campiglia Cervo. Deux chapelles dont on a témoignage dans les documents, qui représentaient la Visitation et L'annonce de l'Ange à Zacharie, furent détruites au XXe siècle pour élargir la route.
Les cinq chapelles qui restent aujourd'hui sont celles situées le long du sentier muletier, mais elles sont très mal conservées et enfouies dans le bois. L'architecture de ces chapelles est très simple et les statues en terre cuite, les fresques sont l'œuvre d'artistes locaux du début du XVIIIe siècle. Les chapelles témoignent de la dévotion populaire aux saints ermites : la première est dédiée à Antoine le Grand et Paul de Thèbes, la deuxième à Hilarion de Gaza, la troisième à Jérôme de Stridon, la quatrième à Onuphre l'Anachorète et la dernière à Marie de Magdala.

## Galerie d'images

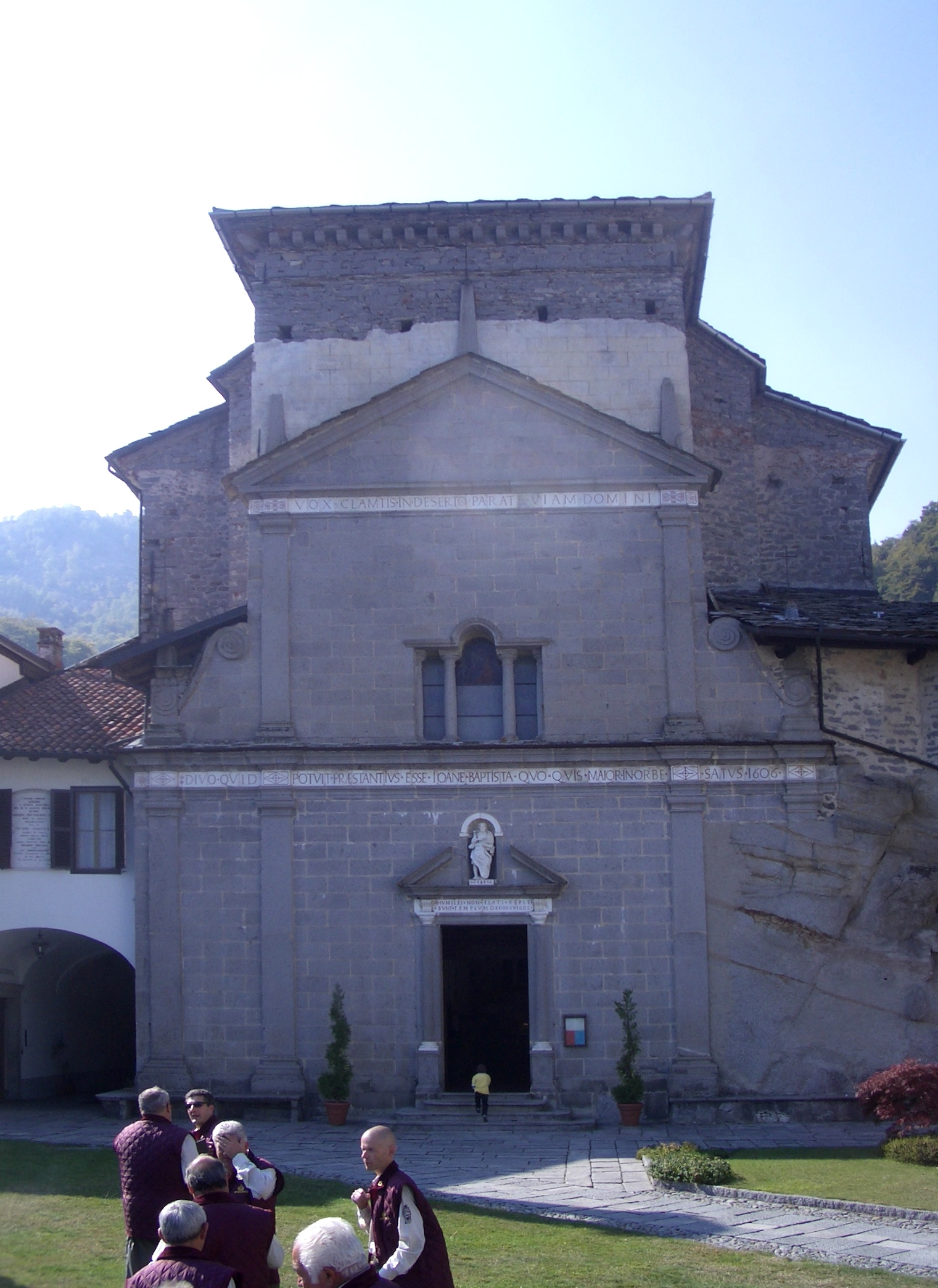
Le sanctuaire
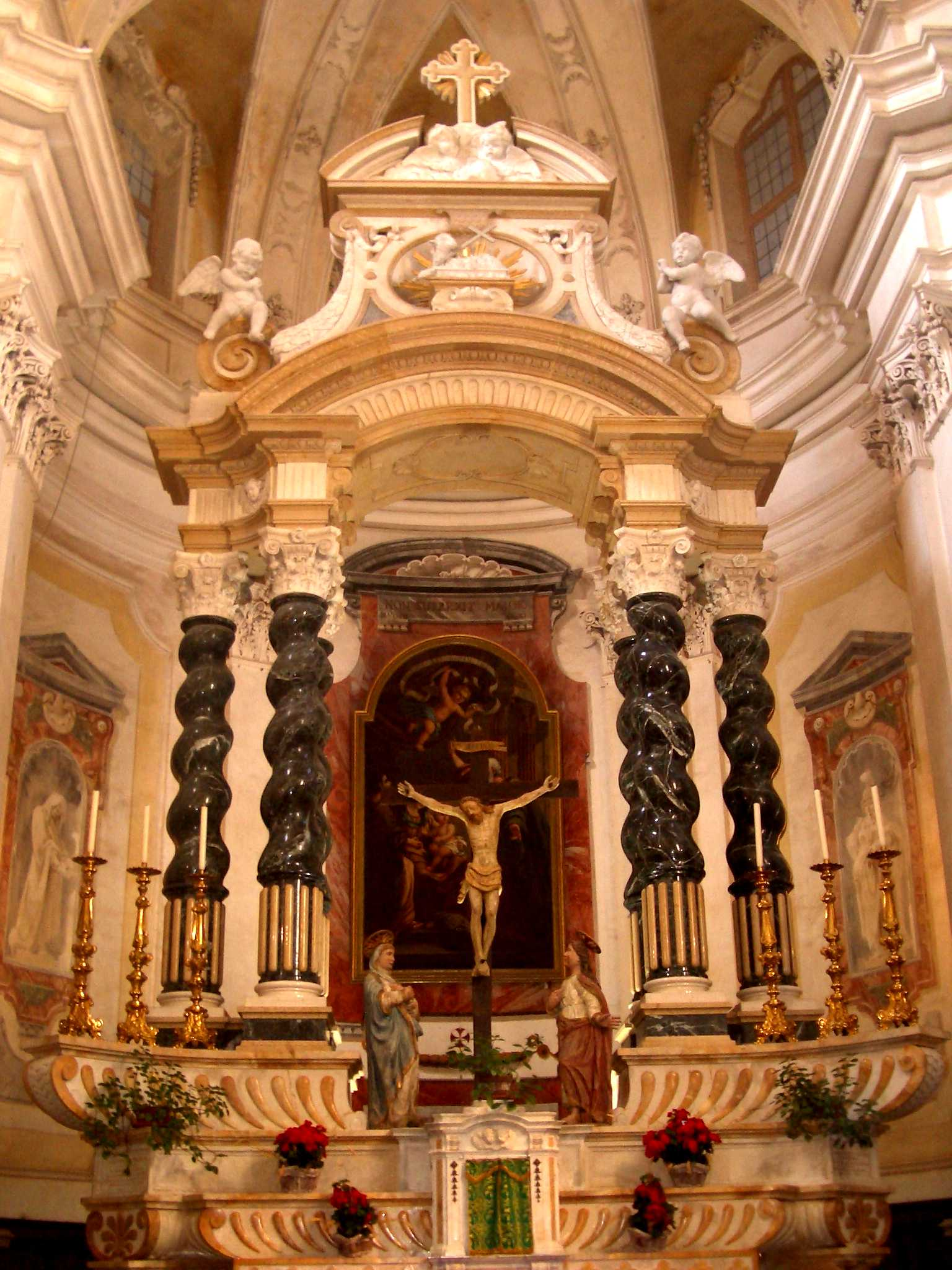
L'autel
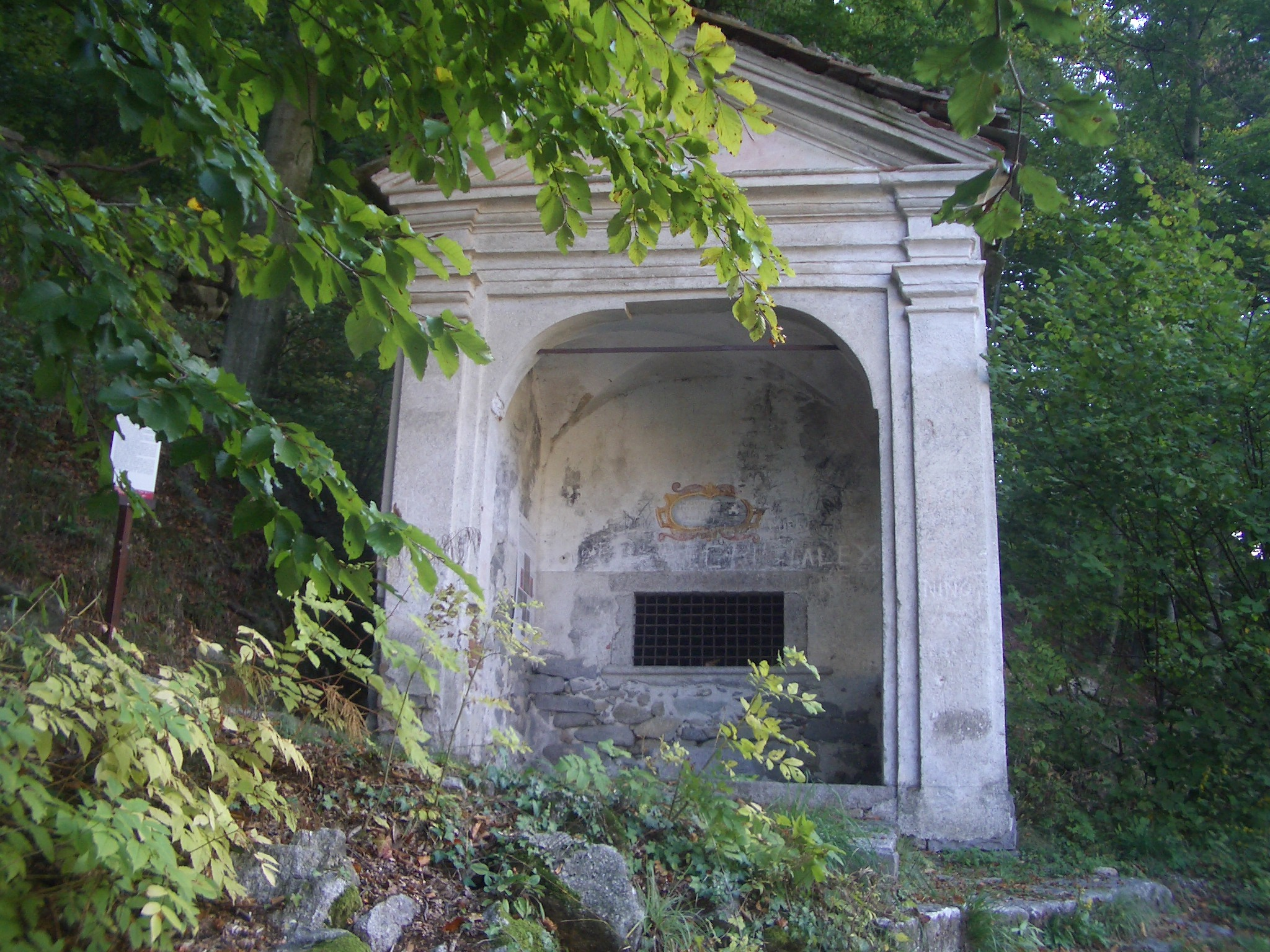
Sacro Monte, chapelle Sant'Antonio abate et San Paolo ermite
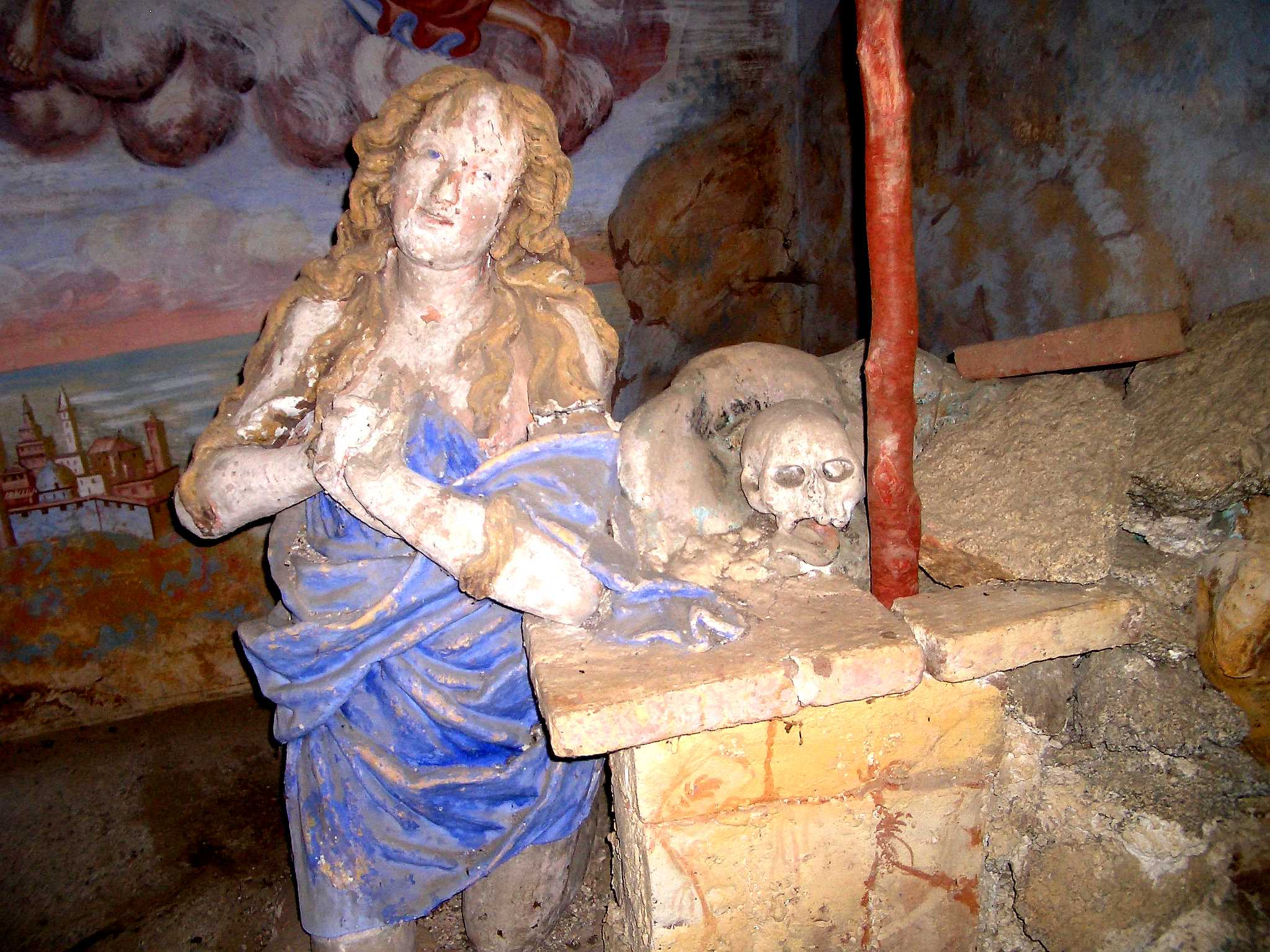
Sacro Monte, chapelle de Marie-Madeleine pénitente